# Benedetto da Rovezzano
Benedetto da Rovezzano (Benedetto Grazzini) (Canapale, 1474 – Vallombrosa, 1554 circa) è stato uno scultore e architetto italiano.

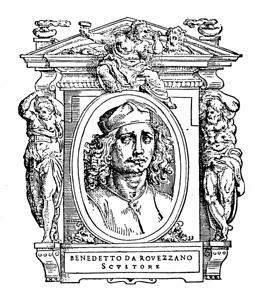
Incisione nelle Vite di Giorgio Vasari (1568)

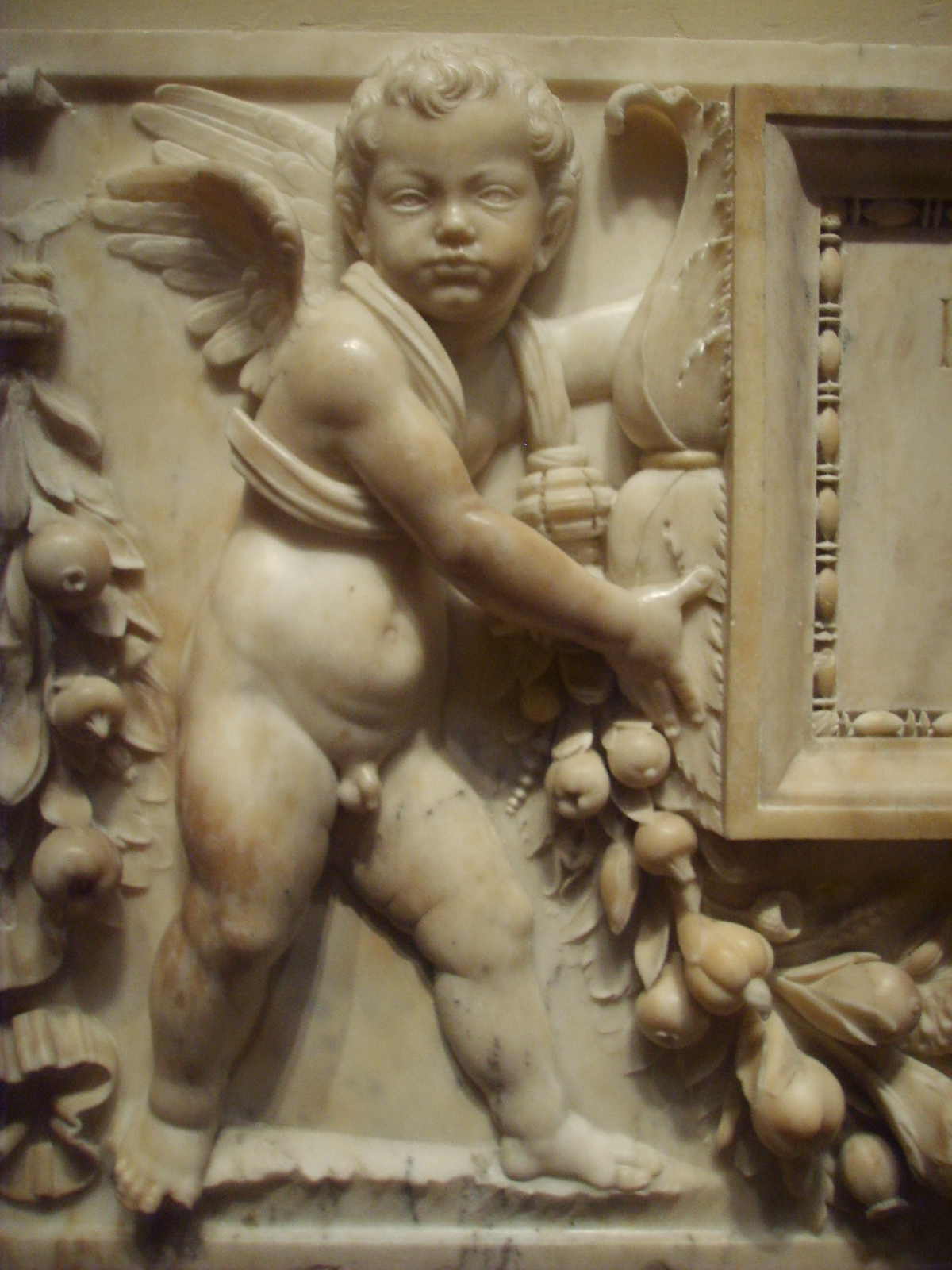
Putto reggi-ghirlanda su paliotto marmoreo (dettaglio), 1507-12, National Gallery di Washington

Ebbe il nome da Rovezzano perché abitò fin da piccolo nella borgata di Rovezzano.

## Biografia
Di questo artista sono rimaste molte opere, fra le quali un'urna in marmo, nella Chiesa di Santa Maria in Campo, in Via del Proconsolo a Firenze, nascosta dal gradino dell'altare, contenente le ceneri di San Giulio, che Urbano VIII nel 1643 regalò a Lorenzo Della Robbia, vescovo di Fiesole. Nel Palazzo del Podestà a Firenze, si trova un architrave originale della porta della Badia Fiorentina, con delfini, vasi di fiori e due stemmi della famiglia Pandolfini. Nella Badia Fiorentina c'è la cappella Pandolfini, costruita da Benedetto da Rovezzano e il Chiostro degli Aranci, restaurato dall'architetto Giuseppe Castellucci nel 1921. 
Nel palazzo del Podestà ci sono anche due nicchie di marmo trasferite qui dal Palazzo Da Cepparello (XVI secolo). Queste nicchie facevano parte del monumento per San Giovanni Gualberto che Benedetto aveva cominciato e al quale aveva lavorato per dieci anni senza portarlo a termine; il resto delle formelle si trova oggi al Museo di San Salvi, danneggiate dai soldati durante l'assedio di Firenze. Inoltre qui si trova anche un camino in pietra che Benedetto eseguì per il palazzo Borgherini in Borgo Santi Apostoli.
Nella chiesa dei Santi Apostoli realizzò un'acquasantiera e il portale in marmo della facciata della chiesa. Un'altra opera di questo artista si trova nella Basilica di Santa Maria del Carmine di Firenze: una tomba in marmo scolpita nel 1513 per Pier Soderini, ultimo Gonfaloniere della Repubblica fiorentina che morì esiliato a Roma nel 1522, sicché egli non venne mai sepolto nel monumento che si era fatto costruire ancora vivente. La parte inferiore del monumento e l'urna, semidistrutti da un incendio nel 1771, vennero rifatti a stucco nel 1780, come è segnalato in una lapide dentro la nicchia.
Nel 1519 Benedetto da Rovezzano lasciò l'Italia per l'Inghilterra rimanendovi fino al 1536 lavorando per la Chiesa su monumenti funerari, oggi visibili su parti della tomba del  Cardinale Wolsey. Nel chiostro della Chiesa di San Salvi ci sono tre bassorilievi in pietra serena, San Giovanni Gualberto adorato da due monaci; San Bernardo degli Uberti (santo ghibellino); San Michele Arcangelo e nel vicino museo si trova anche già citato sarcofago di San Giovanni Gualberto. Affetto da cecità negli ultimi anni di vita, dopo aver redatto testamento a favore dei Vallombrosani, si rifugiò a Vallombrosa, ove probabilmente morì nel 1554

## Opere
- Candelabri nel coro della Cattedrale di San Bavone a Gand, in Belgio.
- Pila dell'acqua santa nella Chiesa dei Santi Stefano e Cecilia
- San Giovanni Evangelista entro un tabernacolo di marmo alla base di uno dei pilastri che sostengono la cupola nella Cattedrale di Santa Maria del Fiore
- Chiostro e cappella dei Pandolfini nella Badia Fiorentina
- Camino nella sala dei Bronzetti nel Museo nazionale del Bargello

Benedetto da Rovezzano, San Giovanni Battista, giá nella Collezione del cardinale Giulio Rospigliosi, Papa Clemente IX (1667-69), nella Villa Rospigliosi a Spicchio di Lamporecchio (Pistoia), disegnata da Gianlorenzo Bernini.

- Benedetto da Rovezzano, San Giovanni Battista, giá nella Collezione del cardinale Giulio Rospigliosi, Papa Clemente IX (1667-69), nella Villa Rospigliosi a Spicchio di Lamporecchio (Pistoia), disegnata da Gianlorenzo Bernini.Monumento funebre di Oddone Altoviti (1507) nella Chiesa dei Santi Apostoli.